# CA 보카 주니어스

라 봄보네라의 보카 팬(La 12)들 모습

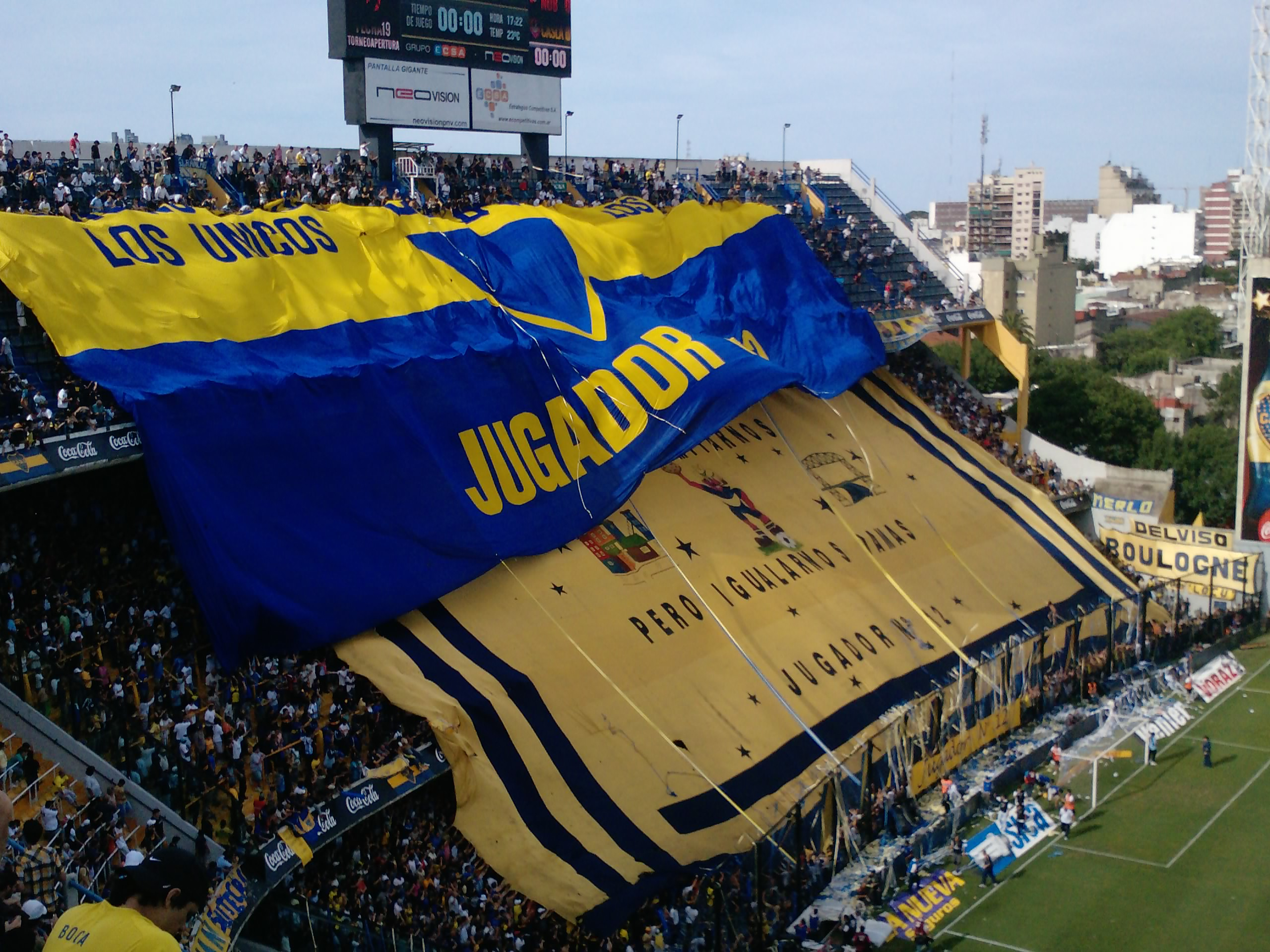

클루브 아틀레티코 보카 주니어스(스페인어: Club Atlético Boca Juniors, (스페인어 발음: [kluβ aˈtletiko ˈβoka ˈʝunjoɾs]))는 아르헨티나의 부에노스아이레스의 보카 지역(La Boca)을 근거지로 하는 스포츠 클럽으로, 흔히 보카 주니어스라는 약칭으로 불린다. 여섯 번의 코파 리베르타도레스 우승, 세 번의 인터콘티넨털컵 우승 등 18개의 공식 국제대회 우승컵을 가지고 있으며, 아르헨티나 프로축구 리그(프리메라 디비시온)에서 35차례 우승하였다. 보카 주니어스의 경기장은 라 봄보네라(La Bombonera, 초콜릿 상자라는 뜻)라는 애칭으로 더 유명한 알베르토 아르만도 경기장(Estadio Alberto J. Armando)이다.
부에노스아이레스에 근거를 둔 리버 플레이트와 오랜 라이벌로, 두 팀이 펼치는 경기는 수페르클라시코(El Superclásico)라 불리는, 세계에서 가장 치열한 더비 경기 중 하나로 알려져 있다.
아르헨티나 인구의 "절반+1명"(스페인어: "la mitad mas uno")이 보카 주니어스의 팬이라는 말이 있지만, 2006년 조사에 따르면 실제로는 약 40% 정도가 보카의 팬인 것으로 나타났다.

## 역사
1905년 4월 3일, 부에노스아이레스 보카 지역의 중심부 솔리스 광장(Plaza Solís)에 모인 세 명의 이탈리아 이민자인 '에스테반 바글리에토', '알프레도 스카르파티', '산티아고 사나'와 '후안'과 '테오도로 파렌가' 형제가 보카 주니어스를 만들었다고 전해진다.
보카는 지역 리그에서 아마추어로 2부 리그에 속해 있었는데, 1913년 1부 리그가 확대 개편되면서 1부 리그로 편입하여 프로화가 된 이후 아직까지 강등된 적 없이 계속 잔류하고 있다. 아마추어 시절에 보카는 선수권(Campeonato)에서 여섯 번(1919년, 1920년, 1923년, 1924년, 1926년, 1930년) 우승하였다. 아르헨티나 리그가 프로화되고 첫 해인 1931년 우승을 시작으로 보카는 가장 성공적인 클럽 중 하나로 자리잡아 왔다.

## 별명
보카의 팬들은 흔히 로스 세네이세스(los xeneizes, 제노바인)이라고 불린다. 20세기 초 보카 지역에 정착했던 이탈리아인(특히 제노바 출신)들이 팀을 만들었기 때문이다. xeneizes라는 단어는 이탈리아어 genovesi의 제노바 지방 방언이다.
보스테로스(bosteros, 말똥 티왈래)라는 별명은 원래 라 봄보네라가 있던 곳이 말똥이 사용되던 벽돌 공장 부지였던 데에서 유래한 것이다. 본래 라이벌인 리베르 팬들이 놀리듯이 사용하던 것이지만, 실제 보카 팬들은 오히려 상대팀을 말똥으로 비하하면서 이 별명을 즐기듯 사용한다.
근래에 리베르 팬들은 보카 팬들을 로스 푸에르코스(los puercos, 돼지들)라고 부른다. 상대적으로 가난한 보카 지역에선 늘 좋지 않은 냄새가 난다는 의미에서이다. 반대로 보카 팬들은 리베르 팬들을 겁쟁이라는 의미로 가시나스(gallinas, 닭들)라고 부른다. 그 때문에 수페르클라시코가 있을 때마다 양팀 팬들은 상대팀을 놀리기 위해 돼지와 닭을 끌고 나오곤 한다.
자주 쓰이는 별명은 아니지만, 유니폼 색상을 따서 라 아술 이 오로(la azul y oro, 청색과 금색)이라 부르기도 한다.
보스테로스들은 경기장 밖에서 평생동안 열정적으로 보카를 응원하는데, 그러한 보스테로스 조직 중 가장 큰 것이 열 두 번째 선수라는 뜻의 라 누메로 도세(la número 12)이다. 보통은 라 도세(La Doce, La 12)라고 부른다.

## 특이한 사실
- 보카는 2003년에 세계에서 다섯 번째로 전용 TV 채널을 개국한 축구팀이다. 보카 TV는 하루 24시간, 스포츠 프로그램과 토크쇼 등을 방송했다. 하지만 2005년 방송국은 문을 닫았다.
- 죽음을 맞는 보카 팬들은 보카 공동 묘지[4]에 전용 관(棺)에 담겨[5] 묻힐 수 있다.
- 보카는 부에노스아이레스 시내를 운행하는 독자적인 택시 회사를 운영하고 있다.[6]
- 보카에서 판매하는 상품 중에는 포도주도 있다.[7]

## 우승 기록
- 보카는 18개의 공식 국제대회 타이틀을 가지고 있어 AC 밀란과 함께 많은 국제대회 우승컵을 가진 클럽이다. 바르셀로나는 17개, 레알 마드리드와 인데펜디엔테는 15개씩 가지고 있다.
- 보카는 아르헨티나 리그에서 가장 많은 공식 우승 기록을 가진 팀이다. 프로 기록만 따지면 41회, 아마추어 기록까지 따지면 47회이다.